# Idioma tiv
Tiv es un grupo etno-lingüístico o nación étnica de África Occidental. Los tiv constituyen aproximadamente el 2,5% de la población total de Nigeria, más de 6 millones de individuos entre Nigeria y Camerún. Las tierras tradicionales de Tiv están en los estados nigerianos de Benue, Taraba, Adamawa y Nasarawa en Nigeria Oriental.